# Präsidentschaftswahl in den Vereinigten Staaten 1840
Die US-Präsidentschaftswahl von 1840 fand, je nach Bundesstaat, zwischen dem 30. Oktober und dem 2. Dezember 1840 statt. Gewählt wurde der Kandidat der Whig-Party William Henry Harrison. In Zeiten einer Wirtschaftskrise gelang es ihm, den amtierenden Präsidenten Martin Van Buren von den Demokraten mit komfortablen Vorsprung zu schlagen.

## Kandidaten

### Demokratische Partei

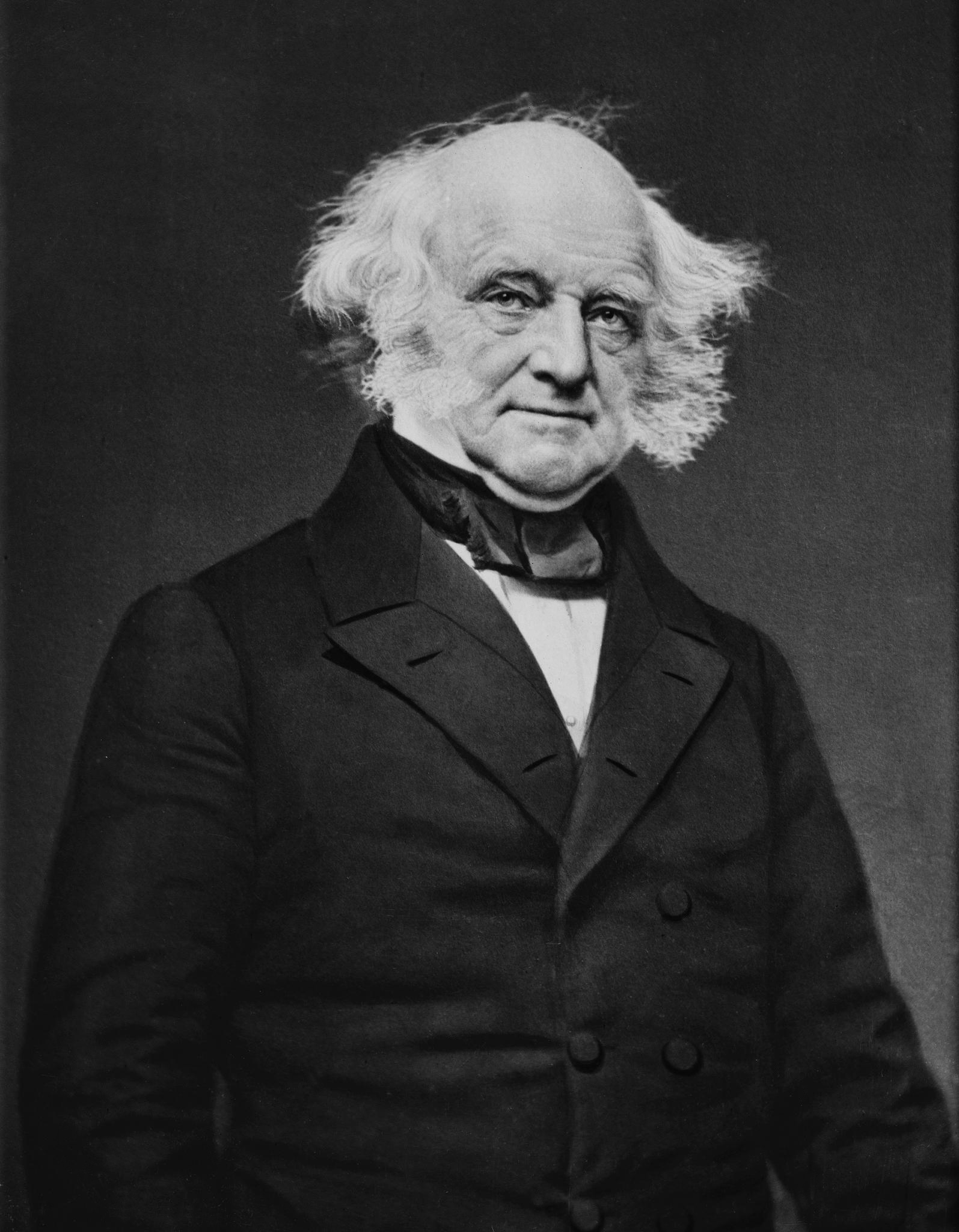
Präsident Martin Van Buren (New York)

Auf dem Parteitag der Demokraten im Mai 1840 wurde Präsident Martin Van Buren ohne Opposition für eine zweite Amtszeit nominiert. Vizepräsident Richard M. Johnson gelang es jedoch nicht, sich erneut als Running Mate Van Burens durchzusetzen. Da auch kein anderer Bewerber die notwendige Anzahl an Delegierten hinter sich bringen konnte, kandidierte Van Buren ohne Vizepräsidentschaftskandidaten. Es war das bislang letzte Mal in der amerikanischen Geschichte und das einzige Mal seit der Einführung des heutigen Wahlmodus durch den 12. Verfassungszusatz im Jahr 1804, dass ein Kandidat ohne Running Mate in den Wahlkampf zog (in den Wahlen von 1789 und 1792 war auch George Washington ohne "running mate" angetreten). Im Falle eines Wahlsieges hätte wie schon vier Jahre zuvor der US-Senat den Vizepräsidenten wählen müssen, nachdem damals für Johnson nicht ausreichend Wahlmänner votiert hatten.

### Whig Party

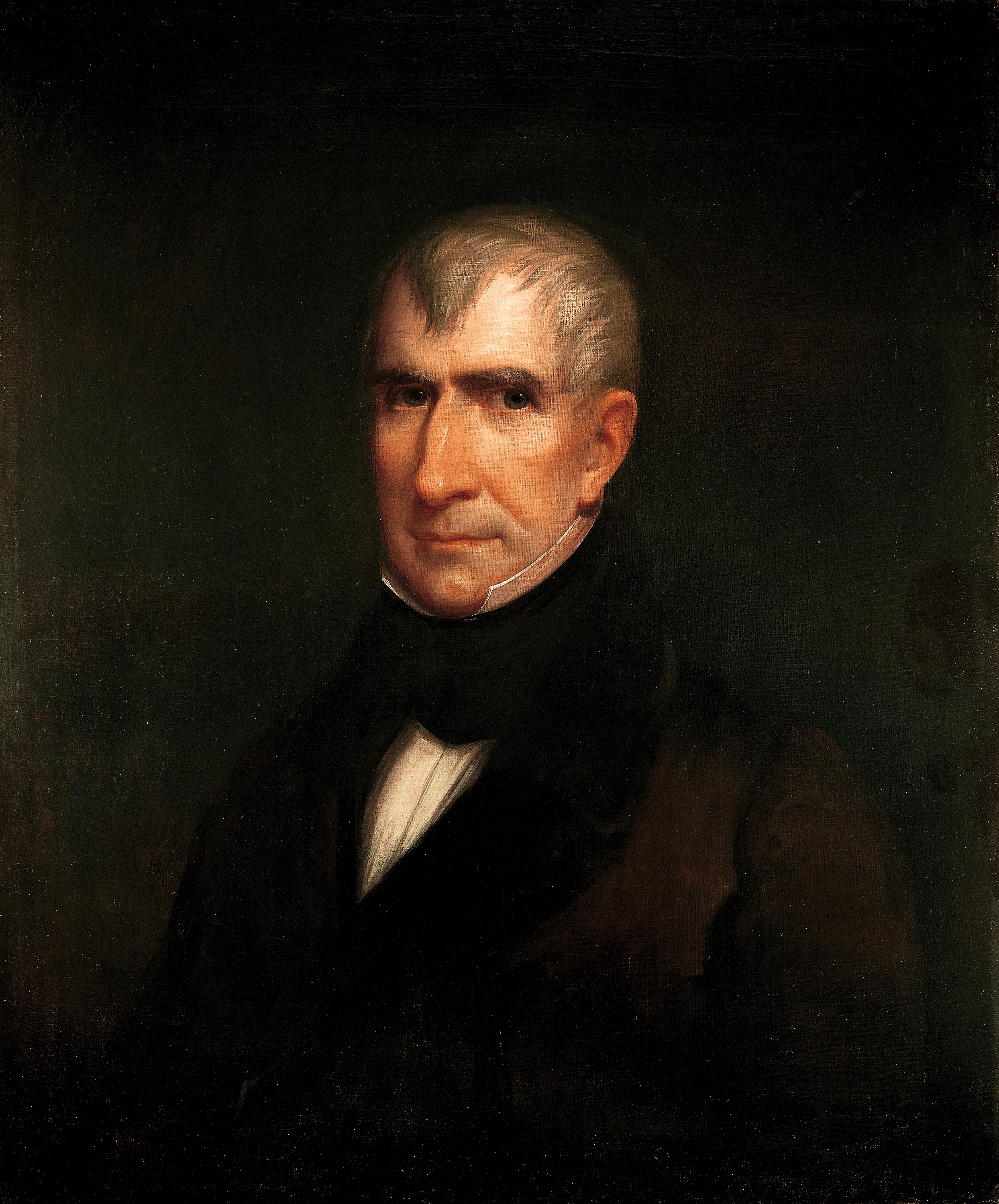
Ehemaliger Senator William Henry Harrison (Ohio)
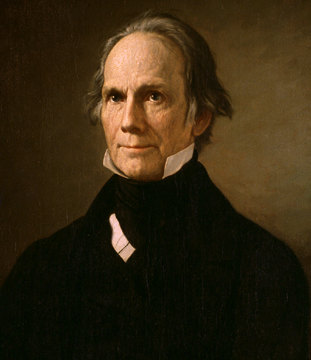
Senator Henry Clay (Kentucky)

Zum ersten Mal seit ihrer Parteigründung 1833/34 hielten die Whigs einen Nominierungsparteitag ab. Dieser fand bereits im Dezember 1839 statt. Anders als bei der Wahl vier Jahre zuvor wollte die Partei dieses Mal nur einen Bewerber zur Wahl stellen und nicht gleich mehrere, womit sie lediglich genügend Stimmen hatte erhalten wollen, um einen demokratischen Wahlsieg zu verhindern. Diese Strategie war 1836 gescheitert. Zur Wahl standen der einflussreiche Senator Henry Clay, der schon 1828 und 1832 vergeblich für die Präsidentschaft kandidiert hatte, und der ehemalige Senator und General William Henry Harrison. Nach mehreren Wahlgängen sicherte sich Harrison die Nominierung, was insbesondere durch seinen Ruhm als Kriegsheld begünstigt wurde. Als Vizepräsidentschaftskandidaten stellte man John Tyler aus Virginia auf. Dieser sollte vor allem Wähler aus den südlichen Bundesstaaten ansprechen.

## Wahlkampf und Ergebnis
Obwohl die Demokraten einig hinter Van Buren standen, galt der Präsident aufgrund der Folgen der Wirtschaftskrise von 1837 als unpopulär. Die Whigs zogen mit dem Slogan „Tippecanoe and Tyler Too“ in den Wahlkampf. Sie vermieden es jedoch, zu heiklen Themen wie der Sklaverei oder der Gründung einer neuen Nationalbank konkrete Stellung zu beziehen. Aufgrund der ökonomischen Rahmenbedingungen und dem militärischen Ruhm Harrisons konnte dieser die Wahl mit klarem Vorsprung für sich entscheiden. Es war damit der erste (von zwei) Wahlsiegen der Whigs bei einer Präsidentschaftswahl. Harrison sicherte sich knappe 53 Prozent der Stimmen, Van Buren konnte nur 46,8 Prozent auf sich vereinen. Im Electoral College war das Ergebnis noch deutlicher: Harrison bekam 234 Stimmen, Van Buren nur 60. Van Buren war nach John Adams und John Quincy Adams damit der dritte US-Präsident, der nach einer Amtsperiode abgelöst wurde. Harrison trat sein neues Amt am 4. März 1841 an.
Diese Wahl ist insofern einzigartig, da die Wähler Stimmen für vier Männer abgaben, die entweder schon Präsident waren oder es noch werden würden: Präsident Martin Van Buren; der Präsidentschaftskandidat William Henry Harrison; der Vizepräsidentschaftskandidat John Tyler, der Harrison nach seinem Tod im April 1841 im Amt nachfolgen würde; und James K. Polk, der eine Stimme in der Wahl zum Vizepräsidenten bekam.
Die Wahlbeteiligung lag bei 80,2 % und somit mehr als 22 Prozentpunkte höher als bei der Präsidentschaftswahl 1836. Ein derart hoher Anstieg bei der Wahlbeteiligung ist bei Präsidentschaftswahlen seitdem nicht mehr aufgetreten.
| Kandidat               | Partei | Partei        | Stimmen   | Stimmen | Wahlmänner |
| Kandidat               | Partei | Partei        | Anzahl    | Prozent | Wahlmänner |
| ---------------------- | ------ | ------------- | --------- | ------- | ---------- |
| William Henry Harrison |        | Whig          | 1.275.390 | 52,9 %  | 234        |
| Martin Van Buren       |        | Demokrat      | 1.128.854 | 46,8 %  | 60         |
| James G. Birney        |        | Liberty Party | 6.797     | 0,3 %   | 0          |
| Gesamt                 | Gesamt | Gesamt        | 2.411.041 | 100 %   | 294        |

## Besonderheiten
Harrison hielt bei der Amtseinführung die bis heute längste Antrittsrede bei klirrender Kälte und ohne einen Mantel zu tragen. Traditionell wird dieser Umstand für seine Lungenentzündung verantwortlich gemacht, an der er 30 Tage später starb. Allerdings gibt es auch andere Hypothesen zur Krankheitsursache. Harrison wurde der erste Präsident, der im Amt starb (am 4. April 1841), nur 30 Tage, nachdem er das Präsidentenamt angetreten hatte.  Damit ist seine Amtszeit die kürzeste aller Präsidenten. Harrison war mit 68 Jahren bis zum Wahlsieg Ronald Reagans im Jahr 1980 der älteste Präsident.